# Amr Shabana
Amr Shabana (arabisch عمرو شبانة, DMG ʿAmr Šabāna; * 20. Juli 1979 in Kairo) ist ein ehemaliger ägyptischer Squashspieler. Er gewann viermal die Weltmeisterschaft und erreichte im April 2006 erstmals Position eins in der Weltrangliste.

## Karriere
Shabana überraschte im Dezember 2003, als er an Position neun gesetzt seinen ersten Weltmeistertitel gewann. Im Finale besiegte er den Franzosen Thierry Lincou mit 3:1 und war damit der erste Ägypter, der diesen Titel gewann. Zwei Jahre darauf folgte der zweite Weltmeistertitel: Mit einem klaren 3:0 bezwang er seinen Kontrahenten David Palmer, gegen den er im Vorjahr noch im Viertelfinale ausschied.
2007 und 2009 gewann Shabana seine dritte und vierte Weltmeisterschaft. Mit jeweils 3:0 siegte er 2007 gegen Grégory Gaultier und 2009 gegen Ramy Ashour. 2009 gelang der ägyptischen Nationalmannschaft um Kapitän Shabana zum zweiten Mal der Gewinn der Mannschaftsweltmeisterschaft. Bereits bei dem ersten Titelgewinn 1999 gehörte Shabana zum ägyptischen Aufgebot. Er stand außerdem sowohl 2001 als auch 2003, 2005 und 2007 im Kader.
Zu seinen zahlreichen anderen Titeln gehören unter anderem Siege beim PSA Masters, beim Tournament of Champions in New York City und bei den US Open. Die British Open Squash Championships konnte er dagegen nie gewinnen.
Als erster Ägypter überhaupt wurde Shabana im April 2006 Weltranglistenerster. Erst im Januar 2009 verlor er diese Position nach 33 Monaten in Folge an der Weltspitze an seinen Landsmann Karim Darwish. In der Saison 2011/12 gewann er erstmals die PSA World Series Finals gegen Grégory Gaultier und wiederholte diesen Erfolg im Folgejahr gegen Nick Matthew. Im Dezember 2013 war Shabana insgesamt zehn Jahre am Stück in den Top Ten der Weltrangliste vertreten.
Im August 2015 gab er sein Karriereende bekannt. Kurz darauf wurde er als Nationaltrainer der ägyptischen Nationalmannschaft verpflichtet.

## Privates
Er ist verheiratet und Vater von drei Kindern. Seine Schwester Salma war ebenfalls Squashspielerin.

## Erfolge
- Weltmeister: 4 Titel (2003, 2005, 2007, 2009)
- Weltmeister mit der Mannschaft: 1999, 2009
- Gewonnene PSA-Titel: 33
- 33 Monate Weltranglistenerster